# England Challenge Cup
A England Challenge Cup foi um torneio amistoso organizado pela The Football Association em 1991. Além da dona da casa, a Inglaterra, participaram do torneio as seleções da Argentina e da União Soviética. As partidas foram realizadas nos estádios de Wembley, em Londres, e Old Trafford, em Manchester.

## Participantes
- Argentina
- Inglaterra (país-sede)
- União Soviética

## Sedes

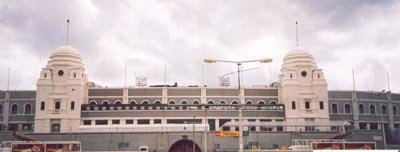
Estádio de Wembley, Londres
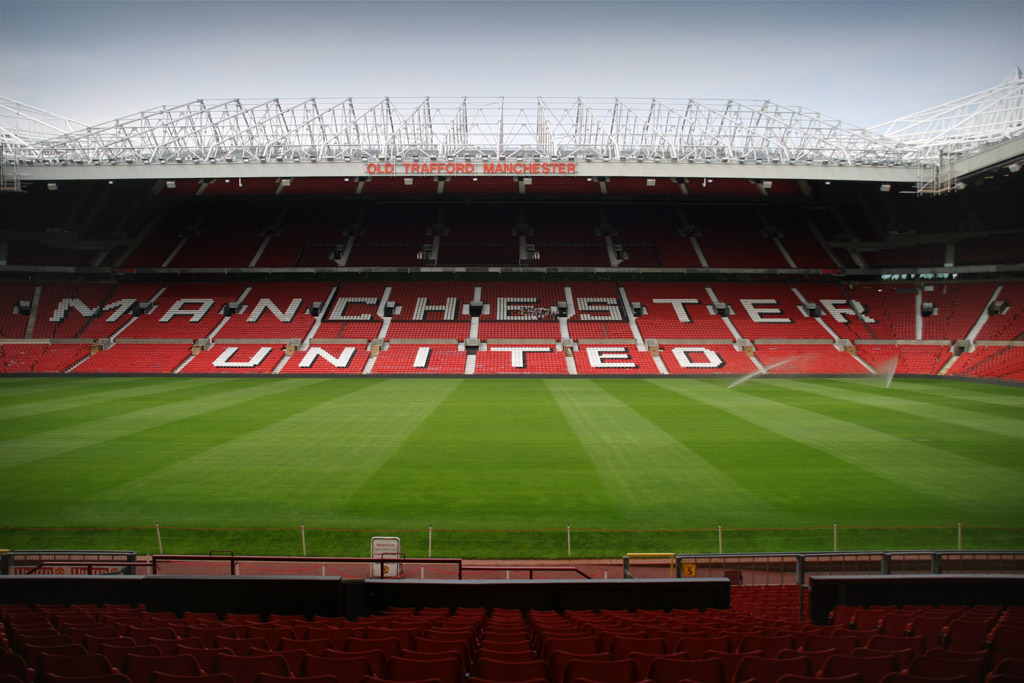
Old Trafford, Manchester

## Resultados

### Inglaterra x União Soviética
| 21 de maio de 1991 | Inglaterra                 | 3 – 1 | União Soviética | Wembley, Londres |
|                    | Smith 17' · Platt 45', 90' |       | Tatarchuk 54'   | Público: 23,789 Árbitro: ESP Emilio Aladrén Assistente 1: Peter Mikkelsen (Dinamarca) Assistente 2: Zoran Petrović (Iugoslávia) |

| Inglaterra     |    |                                    |  |     |
|                |    |                                    |  |     |
| GK             | 1  | Chris Woods (Rangers)              |  |     |
| RB             | 2  | Gary Stevens (Rangers)             |  |     |
| CB             | 5  | Paul Parker (Queen's Park Rangers) |  |     |
| CB             | 6  | Mark Wright (Derby County) (c)     |  |     |
| LB             | 3  | Tony Dorigo (Chelsea)              |  |     |
| RW             | 4  | Dennis Wise (Chelsea)              |  | 70' |
| MF             | 7  | David Platt (Aston Villa)          |  |     |
| MF             | 8  | Geoff Thomas (Crystal Palace)      |  |     |
| LW             | 11 | John Barnes (Liverpool)            |  |     |
| FW             | 9  | Alan Smith (Arsenal)               |  |     |
| FW             | 10 | Ian Wright (Crystal Palace)        |  | 70' |
| Substituições: |    |                                    |  |     |
| DF             | 12 | Lee Dixon (Arsenal)                |  |     |
| GK             | 13 | David Seaman (Arsenal)             |  |     |
| MF             | 14 | Neil Webb (Manchester United)      |  |     |
| MF             | 15 | David Batty (Leeds United)         |  | 70' |
| FW             | 16 | Peter Beardsley (Liverpool)        |  | 70' |
| Técnico:       |    |                                    |  |     |
| Graham Taylor  |    |                                    |  |     |

| União Soviética   |    |                                        |     |     |
|                   |    |                                        |     |     |
| GK                | 1  | Aleksandr Uvarov (Dynamo Moscow)       |     |     |
| DF                | 2  | Andrey Chernyshov (Dynamo Moscow)      |     |     |
| DF                | 4  | Akhrik Tsveiba (Dynamo Kiev)           |     |     |
| DF                | 5  | Dmitri Galiamin (CSKA Moscow)          | 65' |     |
| MF                | 8  | Andrei Kanchelskis (Manchester United) |     |     |
| MF                | 6  | Igor Shalimov (Spartak Moscow)         |     | 67' |
| MF                | 3  | Vasili Kulkov (Spartak Moscow)         |     |     |
| MF                | 7  | Aleksei Mikhailichenko (Sampdoria) (c) |     |     |
| MF                | 11 | Dmitri Kuznetsov (CSKA Moscow)         |     |     |
| FW                | 9  | Igor Kolyvanov (Dynamo Moscow)         |     |     |
| FW                | 10 | Vladimir Tatarchuk (CSKA Moscow)       |     | 52' |
| Substituições:    |    |                                        |     |     |
| GK                | 12 | Stanislav Cherchesov (Spartak Moscow)  |     |     |
| MF                | 13 | Aleksandr Mostovoi (Spartak Moscow)    |     | 52' |
| MF                | 15 | Igor Dobrovolski (Castellón)           |     |     |
| MF                | 16 | Ilya Tsymbalar (Chornomorets Odessa)   |     |     |
| Técnico:          |    |                                        |     |     |
| Anatoly Byshovets |    |                                        |     |     |

|  |

### Argentina x União Soviética
| 23 de maio de 1991 | Argentina   | 1 – 1 | União Soviética | Old Trafford, Manchester |
|                    | Ruggeri 45' |       | Kolyvanov 49'   | Público: 23,743 Árbitro: DEN Peter Mikkelsen Assistente 1: Emilio Soriano Aladrén (Espanha) Assistente 2: Zoran Petrović (Iugoslávia) |

| Argentina      |    |                                      |                               |     |
|                |    |                                      |                               |     |
| GK             | 1  | Sergio Goycochea (Racing Club)       |                               |     |
| RB             | 4  | Fabián Basualdo (River Plate)        |                               |     |
| CB             | 3  | Sergio Vázquez (Ferro Carril Oeste)  | Penalizado com cartão amarelo |     |
| CB             | 2  | Oscar Ruggeri (Vélez Sársfield) (c)  |                               |     |
| LB             | 5  | Carlos Enrique (River Plate)         |                               |     |
| MF             | 10 | David Bisconti (Rosario Central)     |                               | 70' |
| MF             | 9  | Diego Simeone (Pisa)                 |                               |     |
| MF             | 8  | Darío Franco (Newell's Old Boys)     | Penalizado com cartão amarelo |     |
| MF             | 5  | Leonardo Astrada (River Plate)       |                               |     |
| FW             | 11 | Carlos Alfaro Moreno (Independiente) |                               |     |
| FW             | 7  | Claudio García (Racing Club)         | Penalizado com cartão amarelo |     |
| Substituições: |    |                                      |                               |     |
| GK             |    | Alejandro Lanari (Rosario Central)   |                               |     |
| DF             |    | Ricardo Altamirano (Independiente)   |                               |     |
| DF             |    | Fernando Gamboa (Newell's Old Boys)  |                               |     |
| MF             |    | Sergio Berti (River Plate)           |                               | 70' |
| FW             |    | Ariel Boldrini (Newell's Old Boys)   |                               |     |
| Técnico:       |    |                                      |                               |     |
| Alfio Basile   |    |                                      |                               |     |

| União Soviética   |    |                                        |     |     |
|                   |    |                                        |     |     |
| GK                | 1  | Stanislav Cherchesov (Spartak Moscow)  |     |     |
| DF                | 2  | Andrey Chernyshov (Dynamo Moscow)      | 72' |     |
| DF                | 4  | Akhrik Tsveiba (Dynamo Kiev)           |     | 28' |
| DF                | 5  | Dmitri Galiamin (CSKA Moscow)          |     |     |
| MF                | 6  | Igor Shalimov (Spartak Moscow)         |     |     |
| MF                | 8  | Andrei Kanchelskis (Manchester United) |     |     |
| MF                | 3  | Vasili Kulkov (Spartak Moscow)         |     |     |
| MF                | 7  | Alexei Mikhailichenko (Sampdoria) (c)  |     |     |
| MF                | 10 | Aleksandr Mostovoi (Spartak Moscow)    |     | 60' |
| FW                | 9  | Igor Kolyvanov (Dynamo Moscow)         |     |     |
| FW                | 11 | Igor Dobrovolski (Castellón)           |     |     |
| Substituições:    |    |                                        |     |     |
| GK                |    | Aleksandr Uvarov (Dynamo Moscow)       |     |     |
| MF                |    | Dmitri Kuznetsov (CSKA Moscow)         |     | 28' |
| FW                |    | Oleg Sergeyev (CSKA Moscow)            |     | 60' |
| MF                |    | Vladimir Tatarchuk (CSKA Moscow)       |     |     |
| Técnico:          |    |                                        |     |     |
| Anatoly Byshovets |    |                                        |     |     |

|  |

### Inglaterra x Argentina
| 25 de maio de 1991 | Inglaterra              | 2 – 2 | Argentina               | Wembley, Londres |
|                    | Lineker 15' · Platt 50' |       | García 65' · Franco 72' | Público: 44,497 Árbitro: YUG Zoran Petrović Assistente 1Peter Mikkelsen (Dinamarca) Assistente 2 Emilio Soriano Aladrén (Espanha) |

| Inglaterra     |    |                                      |  |     |
|                |    |                                      |  |     |
| GK             | 1  | David Seaman (Arsenal)               |  |     |
| RB             | 2  | Lee Dixon (Arsenal)                  |  |     |
| CB             | 6  | Mark Wright (Derby County)           |  |     |
| CB             | 5  | Des Walker (Nottingham Forest)       |  |     |
| LB             | 3  | Stuart Pearce (Nottingham Forest)    |  |     |
| MF             | 4  | David Batty (Leeds United)           |  |     |
| MF             | 11 | John Barnes (Liverpool)              |  | 63' |
| MF             | 7  | David Platt (Aston Villa)            |  |     |
| MF             | 8  | Geoff Thomas (Crystal Palace)        |  |     |
| FW             | 9  | Alan Smith (Arsenal)                 |  |     |
| FW             | 10 | Gary Lineker (Tottenham Hotspur) (c) |  |     |
| Substituições: |    |                                      |  |     |
| DF             | 12 | Paul Parker (Queen's Park Rangers)   |  |     |
| GK             | 13 | Chris Woods (Rangers)                |  |     |
| MF             | 14 | Lee Sharpe (Manchester United)       |  |     |
| FW             | 15 | Peter Beardsley (Liverpool)          |  |     |
| MF             | 16 | Nigel Clough (Nottingham Forest)     |  | 63' |
| Manager:       |    |                                      |  |     |
| Graham Taylor  |    |                                      |  |     |

| Argentina      |    |                                     |     |     |
|                |    |                                     |     |     |
| GK             | 1  | Sergio Goycochea (Racing Club)      |     |     |
| RB             | 4  | Fabián Basualdo (River Plate)       |     |     |
| CB             | 2  | Sergio Vázquez (Ferro Carril Oeste) |     |     |
| CB             | 6  | Oscar Ruggeri (Vélez Sársfield) (c) |     |     |
| LB             | 3  | Carlos Enrique (River Plate)        |     |     |
| MF             | 9  | Diego Simeone (Pisa)                |     |     |
| MF             | 8  | Darío Franco (Newell's Old Boys)    |     |     |
| MF             | 5  | Fernando Gamboa (Newell's Old Boys) |     |     |
| MF             | 10 | Germán Martellotto (Monterrey)      |     | 60' |
| FW             | 7  | Claudio García (Racing Club)        | 90' |     |
| FW             | 11 | Ariel Boldrini (Newell's Old Boys)  |     |     |
| Substituições: |    |                                     |     |     |
| GK             | 12 | Alejandro Lanari (Rosario Central)  |     |     |
| DF             | 14 | Ricardo Altamirano (Independiente)  |     |     |
| DF             | 15 | Néstor Fabbri (Racing Club)         |     |     |
| MF             | 16 | Gustavo Zapata (River Plate)        |     |     |
| FW             | 17 | Antonio Mohamed (Huracán)           |     | 60' |
| Técnico:       |    |                                     |     |     |
| Alfio Basile   |    |                                     |     |     |